# Чёрный буйволовый ткач
Чёрный бу́йволовый ткач (лат. Bubalornis niger) — птица из семейства ткачиковых, распространённая на востоке Африки.

## Описание
Чёрный буйволовый ткач длиной 24 см и весом 65 г принадлежит к самым крупным представителям ткачиковых. Оперение чёрное, клюв красный, глаза коричневые, а ноги красновато-коричневые.

## Образ жизни
Птицы питаются семенами, насекомыми и плодами.
Орлы, марабу, а также змеи являются естественными врагами птиц. В опасности находятся прежде всего птенцы в период гнездования. Тесные, в форме труб входные отверстия на нижней стороне построенного в верхушках дерева общего гнезда затрудняют доступ врагам.
Кладка состоит из 3—4 яиц.

### Гнездо
Птицы строят общие гнёзда, разделённые на отдельные гнездовые камеры. Одно гнездо иногда населяет несколько сотен птиц. Построенное исключительно самцами жильё из сухой травы и хвороста может достигает примерно 3 м высоты и примерно 4,50 м ширины. Случается, что деревья обрушиваются под весом такого огромного гнезда. Гнездо используется на протяжении нескольких лет, при этом оно непрерывно расширяется и чинится.

## Сексуальность
Оба пола имеют генитальное отверстие, которое они сдавливают во время спаривания. Кроме того, самец имеет наряду с генитальным отверстием фаллический орган из соединительной ткани, который, однако, не служит для передачи сперматозоидов. Во время относительно долгого процесса спаривания (примерно 30 минут) самец трёт этот псевдофаллос так долго о половые органы самки, пока из полового отверстия не произойдет семяизвержение. При этом всё тело трясётся и вздрагивает, что свидетельствует о том, что самец испытал интенсивный оргазм.
Птицы имеют, как самец, так и самка, соответственно несколько половых партнёров. У многих промискуитетных видов птиц самка в состоянии после совокупления снова выделить сперму и таким образом дать возможность следующему претенденту оплодотворить себя, отдавая ему предпочтение. Предположительно стимуляция половых органов самки оказывает влияние на это предпочтение и на связанный с ним естественный отбор.